# گورستان کفری
قبرستان کفری مربوط به دوره قاجار - اوایل دوره پهلوی است و در شهرستان سبزوار، بخش مرکزی، دهستان قره باغ، روستای کفری واقع شده و این اثر در تاریخ ۲۶ اسفند ۱۳۸۶ با شمارهٔ ثبت ۲۱۸۳۹ به‌عنوان یکی از آثار ملی ایران به ثبت رسیده است.